# Hammarsmed
Hammarsmed var en yrkesbeteckning på de smeder som arbetade vid stångjärnshammare. Hammarsmedens uppgift var att med hjälp av den vattendrivna hammaren bearbeta tackjärnet, så att innehållet av kol och andra slaggprodukter minskade. Därvid uppstod ett smidbart järn, s.k. stångjärn. Utbildning och yrkesutövning var reglerade i hammarsmedsordningar.
Hammarsmedernas yrke slet hårt på kroppen. Ryggen blev krum och benen inåtböjda. Hörseln nedsattes fort genom hamrarnas slag. Redan vid 40-50 års ålder kunde kroppen vara allvarligt försliten.
Varje hammarsmedsämbete skulle enligt Hammarsmedsordningen av 1766 bestå av en ålderman, en mästare, en mästersven, och en smedsdräng. Ålderman för hammarsmederna utsågs av bergstingsrätten, som fick välja den skickligaste hammarsmedsmästaren. Åldermannen för hammarsmederna fick avlägga domareed och åldermansed, vara bisittare i bergstingen, och utöva uppsyn över hammarsmederna i sitt åldermansdistrikt. Det var åldermannen som bevittnade hammarsmedernas mästareprov och mästersvensprov, samt meddelade mästarbrev och mästersvensbrev. Åldermannen lydde direkt under bergmästaren. För att bli hammarsmedsmästare krävdes alltså åldermannens godkännande, och saken avgjordes i bergsting efter förhör av den presumtive mästaren angående dennes kunskaper om smide och om hushållsamhet av råvarorna. För att bli hammarsmedsmästare betalades 10 Dal. Hammarsmedsmästaren arbetade med tackjärn som han erhöll av bruksägaren. Det stångjärn som bildades vid arbetet, kallades överjärn, och överskottet av kol överkol, för vilket bruksägaren skulle ersättas.
Smederna bodde i smedshus som bruksägarna var tvungna att hålla. Mästarens smedshus bestod av stuga med kammare, visthusbod, fäbod och höskulle.

## Webbkällor
- Brukssmedernas liv